# Setodes spinosellus
Setodes spinosellus är en nattsländeart som beskrevs av Georg Ulmer 1930. Setodes spinosellus ingår i släktet Setodes och familjen långhornssländor. Inga underarter finns listade i Catalogue of Life.